# Atheta amicula
Atheta amicula es una especie de escarabajo del género Atheta, familia Staphylinidae. Fue descrita científicamente por Stephens en 1832.
Habita en Portugal, Reino Unido, Suecia, Austria, Noruega, Países Bajos, Francia, Finlandia, Polonia, Estonia, Corea, Alemania, Dinamarca, Italia, Checa, España, Rusia, Ucrania, Suiza, Croacia, Islandia, México, Eslovaquia y los Estados Unidos.